# 9574 Taku
9574 Taku este un asteroid din centura principală de asteroizi.

## Descriere
9574 Taku este un asteroid din centura principală de asteroizi. A fost descoperit pe 5 decembrie 1988 la Kiso de Tsuko Nakamura. El prezintă o orbită caracterizată de o semiaxă mare de 2,24 ua, o excentricitate de 0,10 și o înclinație de 4,8° în raport cu ecliptica.